# Dracontomelon dao
Dracontomelon dao är en sumakväxtart som först beskrevs av Francisco Manuel Blanco, och fick sitt nu gällande namn av Merr. & Rolfe. Dracontomelon dao ingår i släktet Dracontomelon och familjen sumakväxter. Inga underarter finns listade i Catalogue of Life.